# Leoncio de Antioquía
Leoncio de Antioquía, llamado Eunuco, fue obispo de Antioquía entre 345 y 350 o entre 344 y 357, dependiendo de la fuente. Fue seguidor de la doctrina de Luciano de Antioquía, considerado uno de los precursores de Arrio.

## Vida y obras
La mayor parte de lo que sabemos sobre Leoncio viene de la Historia Eclesiástica de Teodoreto de Ciro. Según él, Leoncio era frigio y habríase castrado para poder vivir con una mujer llamada Eustolia sin ser acusado de actos pecaminosos, una historia que Teodoreto achaca a Atanasio de Alejandría y que habría provocado su deposición como presbítero. A pesar de no haber declarado abiertamente su credo, Leoncio era un arriano convicto y lo demostró por sus actos, principalmente negando el avance de los fieles ortodoxos y, por el contrario, promoviendo a arrianos, como hizo en 350, cuando ordenó a Aecio de Antioquía, el gran líder del Heterousianos o anomoeanismo. Por cuenta de las protestas de Flaviano I de Antioquía y Diodoro de Tarso, ortodoxos, acabó suspendiendo a Aecio, pero continuó favoreciéndolo en lo posible.
Según Teodoreto, Flaviano y Diodoro introdujeron el canto antifonal en Antioquía y, a invitación de Leoncio, pasó a ser celebrado en las iglesias, una costumbre que rápidamente se esparció por todo el Imperio.